# Okolicznik
Okolicznik – część zdania, która pełni funkcję określającą orzeczenie. Uzupełnia czasownik o dodatkowe elementy. Pozostaje on ze swoim członem nadrzędnym w związku przynależności.
Czasami trudno wskazać, czy określona część zdania jest okolicznikiem czy dopełnieniem. Z pomocą przychodzi wtedy reguła, która mówi, że dopełnienie pozostaje ze swoim członem nadrzędnym w związku rządu (okolicznik pozostaje w związku przynależności)

## Wyrażanie okolicznika
Okolicznik może być wyrażony w zdaniu:
- zleksykalizowaną formą rzeczownika w funkcji przysłówka, np. Dokończę to zadanie rankiem. Burza przeszła bokiem. Uczył się nocami. Pocisk przeleciał górą.
- bezokolicznikiem np. Poszedł robić śniadanie. Idę spacerować (w jakim celu?), Poszedł zdawać egzamin.
- przysłówkiem np. Zagrał niewłaściwie. Mówić głośno. Trupio blady. Bardzo wysoko.
- zaimkiem przysłownym np. Kiedyś to zrobię.
- imiesłowem przysłówkowym współczesnym np. Śpiewał, jąkając się. Słuchać, milcząc. Iść, kulejąc.
- wyrażeniem przyimkowym w funkcji przysłówka, np. Idę do szkoły (dokąd?). Spojrzeć na kogo z uśmiechem (jak?).
- liczebnikiem np. Pobiegłem trzeci.
- wyrażeniem porównawczym typu: blady jak śnieg; głupi jak osioł; płakać jak bóbr; gdzie jak x jest równe bardzo.
- zleksykalizowanym wyrażeniem przyimkowym typu: po polsku, po francusku, z polska, z pańska, np. nosić się po polsku; mówić po angielsku.

## Rodzaje okoliczników

### Okoliczniki miejsca
| Nazwa                         | Przykładowe zdanie       |
| ----------------------------- | ------------------------ |
| Okolicznik lokatywny miejsca  | Maria stała przed domem. |
| Okolicznik ablatywny miejsca  | Marta wróciła z Francji. |
| Okolicznik allatywny miejsca  | Wrzuciła do wody.        |
| Okolicznik perlatywny miejsca | Biegliśmy przez ogród.   |

### Okoliczniki miary
| Nazwa                     | Przykładowe zdanie                      |
| ------------------------- | --------------------------------------- |
| Okolicznik czasu          | Jutro to zrobię.                        |
| Okolicznik częstotliwości | Rzadko zapominam o podlewaniu kwiatków. |
| Okolicznik prędkości      | Jechał wolno.                           |
| Okolicznik dystrybutywny  | Dostaliśmy po dwadzieścia złotych.      |

### Okoliczniki inne
| Nazwa                              | Przykładowe zdanie                       |
| ---------------------------------- | ---------------------------------------- |
| Okolicznik celu                    | Idę po truskawki.                        |
| Okolicznik przyczyny               | Zmęczył się od jazdy.                    |
| Okolicznik skutku                  | Skutecznie ratował psa.                  |
| Okolicznik sposobu                 | Mówił z zaangażowaniem.                  |
| Okolicznik porównawczy             | Uparł się jak osioł.                     |
| Okolicznik warunku                 | Przy szczęściu może to uczynię.          |
| Okolicznik przyzwolenia            | Mimo problemów udało mi się to skończyć. |
| Okolicznik względu                 | Jakościowo jest on tragiczny.            |
| Okolicznik czynnika towarzyszącego | Rozstaliśmy się z żalem.                 |